# 라 무헤르 데 후다스
《라 무헤르 데 후다스》(스페인어: La mujer de Judas)는 2002년 방영된 베네수엘라의 텔레노벨라이다. 그리고 당신은 2005년 한국에 출시.

## 캐스트
- 샹탈 보도 - 글로리아 리알
- 후안 카를로스 가르시아 - 살로몬 바이스만
- 아스트리드 캐롤라이나 헤레라 - 알타그라시아 델 토로